# Trehörntjärnen
Trehörntjärnen är en sjö i Ockelbo kommun i Gästrikland och ingår i Testeboåns huvudavrinningsområde. Sjön har en area på 0,0686 kvadratkilometer och ligger 255,2 meter över havet. Sjön avvattnas av vattendraget Laxtjärnsbäcken.

## Delavrinningsområde
Trehörntjärnen ingår i det delavrinningsområde (676104-153818) som SMHI kallar för Mynnar i Testeboån. Medelhöjden är 219 meter över havet och ytan är 19 kvadratkilometer. Det finns inga avrinningsområden uppströms utan avrinningsområdet är högsta punkten. Laxtjärnsbäcken som avvattnar avrinningsområdet har biflödesordning 2, vilket innebär att vattnet flödar genom totalt 2 vattendrag innan det når havet efter 62 kilometer. Avrinningsområdet består mestadels av skog (91 procent). Avrinningsområdet har 0,23 kvadratkilometer vattenytor vilket ger det en sjöprocent på 1,2 procent.